# 突击步枪
突击步枪（英語：assault rifle）是主要为中近距离轻步兵战术进攻着想而设计的、使用可拆卸弹匣供弹、发射中间型威力枪弹的选射步枪。突击步枪已经是现代军队的标准制式武器，取代了早期的战斗步枪以及冲锋枪的地位。

## 定義

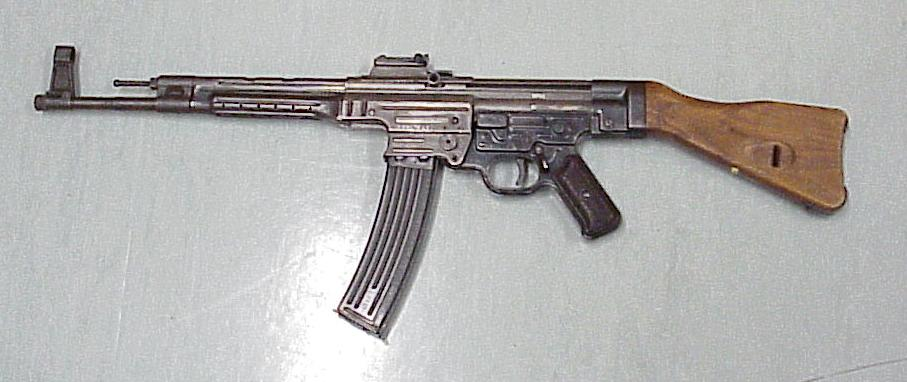
Sturmgewehr 44（MP44），第一款真正的突擊步槍

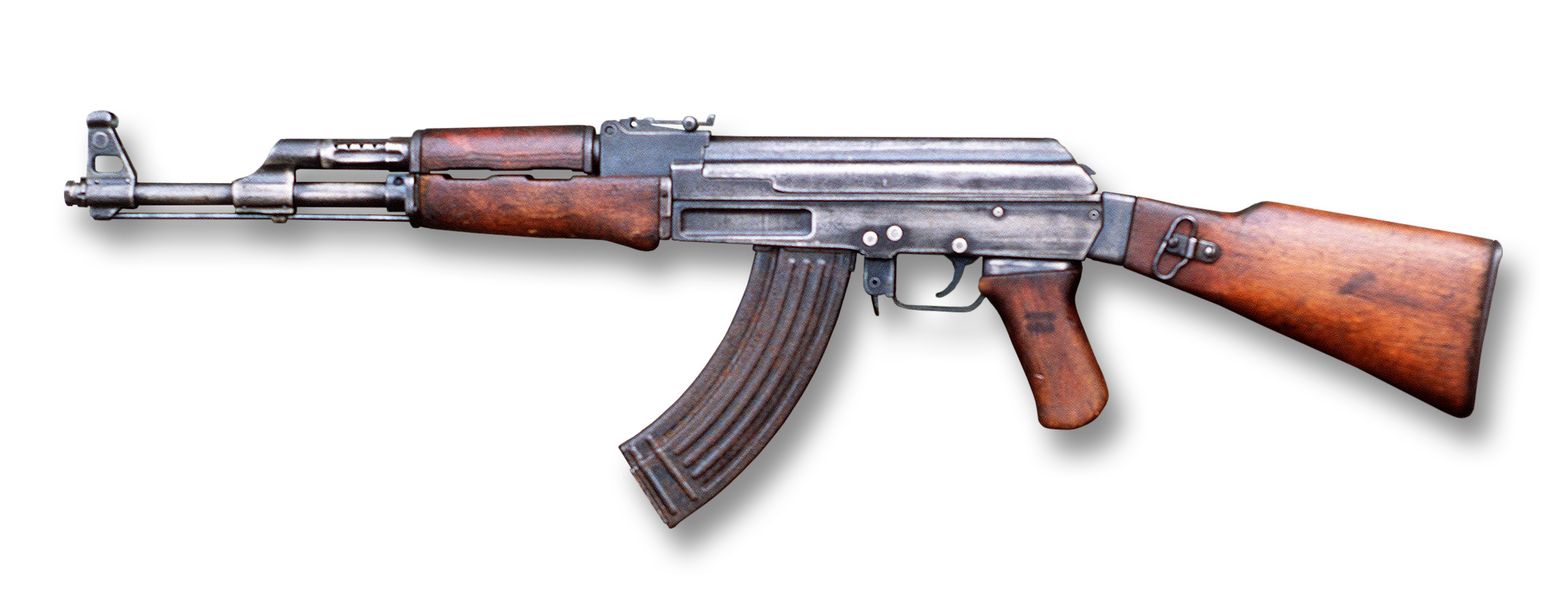
AK-47第2型

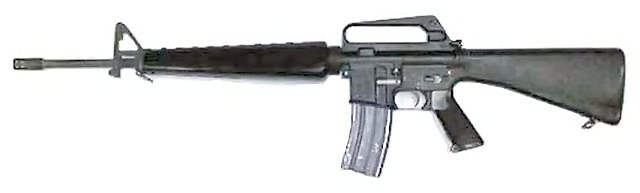
M16A1

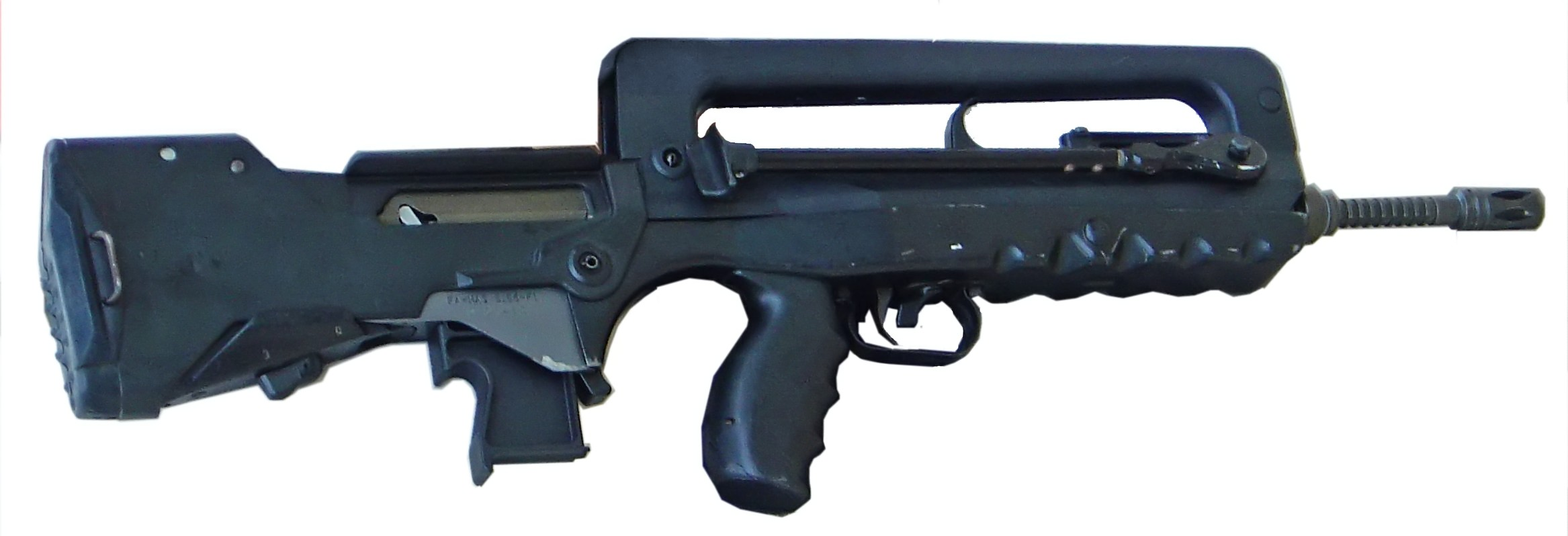
FAMAS

首次尝試研制類似设计理念的槍械，乃是法國在一次大戰末期時的Mle 1918 全自动卡宾枪，当时是意图用作一款班用轻机枪。
“突击步枪”的名字来自于德语单词Sturmgewehr（字面直意是“突击步枪”——德语中“sturm”本意为“风暴”，作为动词时与“突击”、“冲锋”同意；“gewehr”直译“步枪”），盟軍因其发音与暴风雨類似又稱之為“風暴步槍”（storm rifle）。这个名字源于纳粹德国元首阿道夫·希特勒在1944年视察东线战场时為了鼓舞德军士气，出于政治宣传而将新投入战场的MP43（Maschinenpistole 43，即“43式机关手枪”或“43式冲锋枪”）重新命名为Sturmgewehr 44（StG44，即“44式突击步枪”）。StG44在战场上展现出了强大的战术适应力和打击效果，一般被認為是世界上第一款真正意义上的突擊步槍。
嚴格而言，突擊步槍必須有以下所有特點：
- 能夠切換射擊模式（全自動速射火力压制射击和半自動精确射擊都能胜任）；
- 發射中間型威力槍彈（短步槍彈及小口徑步槍彈的總稱，打击力遜於传统的“全威力（英语：Fully powered cartridge）”步槍彈但強於手槍彈，比如7.92×33mm Kurz、7.62×39mm和5.56×45mm NATO）；
- 供彈具為可拆卸的盒式弹匣（便于作战时迅速装弹）；
- 有效射程至少300（330碼）。

有些滿足上述多數、但不是全部標準的步槍虽然常被称作突击步枪，但是从技術层面上并不算是突擊步槍。例如民用的半自动AR-15（M16步槍的原型）實際上不能切換射擊模式，但常被反枪人士叫做突擊步槍。基於商業或政治原因，「突擊步槍」的名稱是有時被寬鬆使用，某些分類法中亦把一些使用大威力槍彈的槍型視作突擊步槍。

### “突击性武器”與自動武器
在美國，反枪团体常濫用“突击性武器”（英語：assault weapon）的名稱描述一些外形與突擊步槍相同的半自動槍支。在美國1994年制定的十年期《联邦突击武器禁令》（Federal Assault Weapons Ban）中，突击性武器定義為有可拆卸彈匣的半自動槍支，並有兩個或以上的下列特性：
- 折疊式或伸縮槍托（folding/collapsible buttstock）；
- 顯著的手槍握把（pistol grip）；
- 刺刀接口（bayonet lug）；
- 槍口消焰器（Flash Suppressor）或相似的裝置；
- 榴彈發射器；
- 槍管罩筒（Barrel Shroud）。

此禁令並沒有限制全自動武器，如突擊步槍和機槍，因為全自動武器是受到1934年獲得通過的《全國槍支法》的監管。其後的法案，如1968年的《槍支管制法》和1986年的《槍支擁有者保護法》也限制全自動武器的進口和平民所有權，後者完全禁止經銷商向非執法者或特別職業納稅人銷售新生產的機槍。

## 設計

採用犢牛式設計的斯泰爾AUG

突擊步槍是指各種類型的能全自動及半自動方式射擊，具有合乎人體工學的現代化外形（裝有手槍式握把和槍托在槍管中線），發射中間型威力槍彈或小口徑步槍彈，有效射程300至500米，具有衝鋒槍的猛烈火力和接近普通步槍射擊威力的自動步槍。其特點是射速較高、射擊時較穩定、後座力比較低，以及槍身較短小輕便。
突擊步槍是现在主要的單兵武器，而且服役數量極大，因此它需要可靠的性能，如前蘇聯卡拉什尼科夫設計的AK，它的結構簡單、分解容易、槍機動作可靠，而且操作簡易，在越戰中一直是最有效的突擊武器，並一直使用至今。突擊步槍亦是各种槍械中最多創新設計的一种，如為了更輕便而縮短整體長度，但槍管長度相同以保持有效射程的犢牛式設計；為了降低單兵重量而出現的下掛式榴彈發射器；而近年由於作戰用途及戰術需要，突擊步槍出現了模組化設計，並加入了戰術導軌以安裝前握把、雷射指示器、夜視鏡、瞄準鏡、戰術燈甚至火控系統等；亦可通過轉換槍管及機匣部件變成轻机枪、精確射手步槍、狙擊步槍及卡賓槍，甚至變換口徑以提高通用性。